# Pogostemon aquaticus
Pogostemon aquaticus là một loài thực vật có hoa trong họ Hoa môi. Loài này được (C.H.Wright) Press miêu tả khoa học đầu tiên năm 1982.